# Samuel Watson
Samuel Watson (Leeds, 24 settembre 2001) è un ciclista su strada e pistard britannico che corre per il team Ineos Grenadiers, professionista dal 2023.

## Palmarès

### Strada
- 2019 (Juniores)

Guido Reybrouck Classic
- 2021 (Trinity Racing, una vittoria)

3ª tappa Kreiz Breizh Elites (Ploërdut > Carhaix)
- 2022 (Équipe Continentale Groupama-FDJ, quattro vittorie)

Kattekoers
3ª tappa Grand Prix Jeseníky (Jeseník > Jeseník)
Campionati britannici, Prova in linea Under-23
5ª tappa Tour Alsace (Mulhouse > Berrwiller)
- 2024 (Groupama-FDJ, una vittoria)

5ª tappa Giro di Vallonia (Mouscron > Thuin)
- 2025 (Ineos Grenadiers, quattro vittorie)

Prologo Giro di Romandia (Saint-Imier > Saint-Imier, cronometro)
4ª tappa Quattro Giorni di Dunkerque (La Chapelle-d'Armentières > Cassel)
Classifica generale Quattro Giorni di Dunkerque
Campionati britannici, Prova in linea

#### Altri successi
- 2019 (Juniores)

Classifica a punti Trophée Centre Morbihan
- 2022 (Équipe Continentale Groupama-FDJ)

Classifica a punti Grand Prix Jeseníky
- 2024 (Groupama-FDJ)

Classifica giovani Boucles de la Mayenne
- 2025 (Ineos Grenadiers)

Classifica giovani Quattro Giorni di Dunkerque

### Pista
- 2019 (Juniores)

Grenchen, Americana (con Rhys Britton)
Campionati europei, Inseguimento a squadre Junior (con Max Rushby, Alfie George, Leo Hayter e Oscar Nilsson-Julien)

## Piazzamenti

### Grandi giri
- Tour de France

2025: 115º
- Vuelta a España

2023: 123°

### Classiche monumento
- Milano-Sanremo

2024: 80º
- Giro delle Fiandre

2023: 67º
2025: 81º
- Parigi-Roubaix

2023: 121º
2025: 78º

### Competizioni mondiali
- Campionati del mondo su strada

Innsbruck 2018 - In linea Junior: 37º
Yorkshire 2019 - In linea Junior: 28º
Fiandre 2021 - In linea Under-23: 13º
Wollongong 2022 - In linea Under-23: 14º
Glasgow 2023 - In linea Elite: ritirato

### Competizioni europee
- Campionati europei su strada

Plouay 2020 - In linea Under-23: 71º
Drenthe 2023 - In linea Elite: 25º
- Campionati europei su pista

Gand 2019 - Inseguimento a squadre Junior: vincitore
Gand 2019 - Omnium Junior: 4º
Gand 2019 - Americana Junior: 4º
Anadia 2022 - Americana Under-23: 2º